# إيديث سامرسكيل
كانت إيديث كلارا سامرسكيل، أو بارونة سامرسكيل، (19 أبريل 1901 - 4 فبراير 1980) الحاصلة على وسام رفقاء الشرف وعضو المجلس الخاص للمملكة المتحدة، كاتبة وطبيبة بريطانية وناشطة نسوية وسياسية من حزب العمال. عُينت في المجلس الخاص للمملكة المتحدة عام 1949.

## الحياة المبكرة
تلقت سامرسكيل تعليمها في كلية كينجز لندن، وقُبلت في تخصص الطب في كلية الطب بمستشفى تشارينغ كروس، وهي واحدة من أولى النساء اللاتي قُبلن في كلية الطب. كانت إحدى مؤسسي جمعية الصحة الاشتراكية، التي قادت خدمة الصحة الوطنية (1948). ناضلت من أجل تحقيق المساواة للنساء العاملات في الحرس الوطني البريطاني. شاركت، في عام 1938، في جمعية النساء المتزوجات لتعزيز المساواة في الزواج. أُسست الجمعية بصفتها مجموعة منشقة تحت قيادة خوانيتا فرانسيس المؤسسة. أصبحت سامرسكيل أول رئيسة لها.

## رسائل إلى ابنتي
كتبت سامرسكيل، خلال خمسينيات القرن العشرين، سلسلة من الرسائل لابنتها شيرلي، التي كانت ناشطة نسوية فاعلة كوالدتها. درست شيرلي الطب في أكسفورد في ذلك الوقت وأصبحت في ما بعد طبيبة وعضوًا في البرلمان ومجلس الوزراء. جُمعت رسائل إيديث إلى شيرلي ونُشرت في كتاب رسائل إلى ابنتي (1957). توضح سامرسكيل اعتقادها بأن المرأة متفوقة على الرجل في كل شيء تقريبًا. تقدم سامرسكيل ثلاث «حقائق» دعمًا لهذه النظرية: أولها أن النساء فقط يمكنهن التمتع بعالمين إبداعيين، على المستوى البيولوجي والفكري. تشير ثانيًا إلى أن النساء أقوى جسديًا، ويعشن لفترة أطول، وأكثر صرامة بالفطرة، وأقدر على التحمل. تعتقد أخيرًا أن النساء يتمتعن بفطنة مساوية للرجال إن لم يكنّ أفطن.
على الرغم من احتواء كتاب سامرسكيل على رسائل إيديث لابنتها فقط، يخلق رد الأم على الأسئلة التي طرحتها الابنة شيئًا من الحوار المتصل بين الاثنتين في ما يتعلق بقضايا تعليم المرأة والمساواة والإنجازات. كتبت الأم، ردًا على سؤال شيرلي حول الدور الذي تلعبه المرأة المتزوجة في شؤون البلاد:
إن مطلب النساء الملح للاعتراف بهن في مجالات العمل خارج المنزل، الذي تقدم بوتيرة بطيئة ولكن بلا انقطاع خلال المائة عام الماضية، اعتُرف به على مضض. بصفتي طبيبة وعضوًا في البرلمان، فإنني أدرك تمامًا حقيقة أن أبواب كليات الطب ومجلس العموم كان لا بد من اقتحامها من النساء الغاضبات والمحبطات حتى قبل الاعتراف بمطالبهن. سيكون من غير الدقيق تمامًا الإشارة إلى أننا موضع ترحيب في الجامعات أو الحياة العامة. (143)
تناضل سامرسكيل باستمرار من أجل المساواة في الحقوق وتعمل على زيادة الوعي بها. تجيب على شكوى شيرلي بشأن «السؤال التقليدي» الذي يطرحه مناهضو الحركة النسوية، «لماذا لم تحقق نساء أكثر مكانة مرموقة في الفنون والعلوم؟» قائلة: «أنا شخصيًا مندهشة من أن الكثيرين قد بزغوا على الرغم من الظروف التي فرضها عليهم المجتمع» (181). تؤكد سامرسكيل أنه على الرغم من الصعوبات والأحكام المسبقة، تحقق النساء تقدمًا ويحققن إنجازات في الموسيقى والفنون البصرية والأدب بالإضافة إلى شيء من التقدم في العلوم والتكنولوجيا (181). يشابه الاستنتاج الذي توصلت إليه سامرسكيل في عام 1956، مع ذلك، الاستنتاج الذي توصلت إليه فرجينيا وولف قبل خمسة وعشرين عامًا. كتبت وولف أنه حتى عند التغلب على العقبات الخارجية كلها، فإن وولف، أو أي امرأة أخرى، لم تحل مشكلة «تجاربي الخاصة بصفتي أملك جسدًا أنثويًا» (1942: 206)؛ تعترف سامرسكيل اعترافًا مماثلًا مفاده أنه بالنسبة للمرأة، فإن «القوة الأشد التي تحيد بها عن طريقها» هي «الرغبة البيولوجية في تكوين أسرة». (187)

## الحياة الشخصية
تزوجت سامرسكيل عام 1925 بالدكتور جيفري صموئيل. أخذ أطفالهم لقب والدتهم. عملت ابنتها، شيرلي سامرسكيل، أيضًا كطبيبة وعضو في البرلمان ووزيرة في الحكومة. أصبح حفيدها بن سامرسكيل الرئيس التنفيذي لجمعية ستونوول الخيرية البريطانية لحقوق المثليين عام 2003.